# Luisiana (Nueva Francia)
La Luisiana (en francés: La Louisiane; La Louisiane française) fue un distrito administrativo del virreinato de la Nueva Francia. Bajo el control francés de 1682 a 1762 y de 1801 (nominalmente) a 1803, el área fue nombrada así en honor del rey Luis XIV por el explorador francés Cavelier de La Salle, Sieur de la Salle. Originalmente cubría un territorio expansivo que incluía la mayor parte de la cuenca hidrográfica del río Misisipi y se extendía desde los Grandes Lagos hasta el golfo de México y desde las montañas de los Apalaches hasta las Rocosas.
Luisiana fue dividida en dos regiones, conocidas como Alta Luisiana, que empezaba al norte del río Arkansas, y Baja Luisiana. El actual estado norteamericano de Luisiana se denomina así por esta región histórica, aunque ocupe solo una pequeña porción del territorio ocupado por los franceses.

## Naturaleza y geografía
En el siglo XVIII, Luisiana incluyó la mayor parte de lo que ahora es el Medio Oeste de los Estados Unidos. Demarcar el territorio exacto es difícil puesto que no tenía fronteras formales, definidas en el sentido moderno; las únicas áreas fortificadas con algún centro importante de población eran el Valle del río Misisipi y la región de los Grandes Lagos, con las otras áreas dominadas por tribus indígenas. Hablando en general, La Luisiana lindó con los Grandes Lagos, en particular con el lago Míchigan y el lago Erie por el norte. En el este, la colonia francesa estaba separada por las Montañas Apalaches de las Trece Colonias inglesas. La región de las Montañas Rocosas marcaban la extensión occidental de la reclamación francesa. La frontera del sur de Luisiana estaba formada por el golfo de México, que sirvió como el puerto para la colonia. Por el oeste lindaba con las posesiones españolas del Nuevo México, por el suroeste con las posesiones españolas de Texas y por el sureste con las también españolas posesiones españolas de la Florida (incluyendo la Florida Occidental).
La colonia era sobre todo llana, lo que ayudó al movimiento europeo por el territorio. Su elevación media es de menos de 1000 metros. El territorio se hace más montañoso hacia el oeste, con la notable excepción de las Montañas Ozark, que están localizadas en el medio-sur casi en la confluencia del Misuri con el Misisipi.
El río Misisipi era la principal vía de comunicaciones, a este río le seguían en importancia el Misuri (en francés Missouri) y el Ohio; todo el territorio al este del Misisipi estaba cubierto de densos bosques de árboles caducifolios y coníferas —estos bosques fueron casi totalmente talados por los estadounidenses durante el siglo XIX—, al oeste del Misisipi el denso bosque se prolongaba unos 250 kilómetros (zona llamada Travesía de los Leños), luego, hasta las Montañas Rocosas (en zonas disputadas con España) la extensa región de las praderas que se encontraba poblada por rebaños de millones de bisontes. 
El extensísimo territorio de la Luisiana se dividía tradicionalmente, casi por mitades, en un sector sur o Baja Luisiana  cuya capital era Nueva Orleans, y un sector norte o Alta Luisiana cuya capital era San Luis del Misuri.

### Baja Luisiana

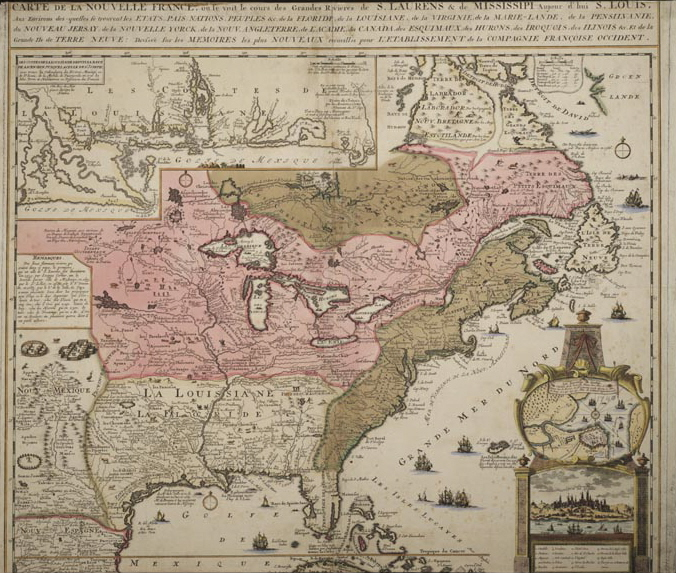
La Baja Luisiana es el área blanca: la rosa representa al Canadá francés, parte de este debajo de los grandes lagos fue cedida a Luisiana en 1717. El marrón representa a las colonias británicas (mapa antes de 1736).

La parte inferior de Luisiana, o Baja Luisiana (en francés: Basse-Louisiane), consistía en tierras en la cuenca del río Misisipi, incluidos los asentamientos en los actuales estados de Arkansas, Luisiana, Misisipi y Alabama, en los Estados Unidos. Los franceses lo exploraron por primera vez en la década de 1660, y se establecieron algunos puestos comerciales en los años siguientes; el intento serio de asentamiento comenzó con el establecimiento de Fuerte Maurepas, cerca del moderno Biloxi, Misisipi, en 1699. Pronto surgió un gobierno colonial, con su capital originalmente en Mobile, más tarde en Biloxi y finalmente en Nueva Orleans (en 1722, cuatro años después de la fundación de la ciudad). El gobierno fue dirigido por un gobernador general, y Luisiana se convirtió en una colonia cada vez más importante a principios del siglo XVIII. Los primeros pobladores de la parte superior de Luisiana vinieron principalmente del Canadá francés, pero la parte baja de la Luisiana fue colonizada por personas de todo el imperio colonial francés, con varias olas provenientes de Canadá, Francia y las Antillas francesas.
La Baja Luisiana tiene un clima templado que está marcado por huracanes en las regiones a lo largo de la costa del golfo de México, que generalmente ocurren entre finales de verano y principios de otoño. Las heladas de invierno son escasas en esta región, permitiendo el cultivo de arroz, tabaco, y añil. El paisaje de esta área está caracterizado por sus muchos pantanos, con pantanos grandes en el Delta del río Misisipi y pantanos de acompañamiento, que comenzaron cuando los riachuelos y las corrientes se separaron del Misisipi para formar canales (bayous) largos, lentos, formando una red navegable de miles de kilómetros de agua.

### Alta Luisiana
La parte superior de Luisiana, o Alta Luisiana (en francés: Haute-Louisiane), era el territorio francés en la parte superior del valle del río Misisipi, incluidos los asentamientos y fortificaciones en lo que hoy son los estados de Misuri, Illinois e Indiana. Consistía sobre todo en llanuras grandes, fértiles. El clima es cálido durante el verano con frecuentes trombas, y muy frío ya que está bajo la influencia de la corriente de aire polar en invierno. En el siglo XVII, grandes partes del área estaban cubiertas de bosques, que eran adecuados para resguardar a animales valiosos para el comercio de piel. Los bosques fueron en su mayor parte talados en la segunda mitad del siglo XIX.
La exploración francesa del área comenzó con la expedición de 1673 de Louis Joliet y Jacques Marquette, que trazó la parte superior del río Misisipi. Como se señaló anteriormente, la parte superior de Luisiana fue colonizada principalmente por colonos del Canadá francés. Hubo más matrimonios e integraciones sustanciales con los pueblos locales de Ilinueses. Los colonos franceses se sintieron atraídos por la disponibilidad de tierras cultivables y también por los bosques, abundantes en animales aptos para la caza y la captura.
Entre 1699 y 1760, se establecieron seis asentamientos principales en la parte alta de Luisiana: Cahokia, Kaskaskia, Fort de Chartres, Saint Philippe y Prairie du Rocher, todas en el lado este del río Misisipi en el actual Illinois; y Ste. Genevieve a través del río en el actual Misuri. La región fue gobernada inicialmente como parte de Canadá, pero fue declarada parte de Luisiana en 1712, con la concesión del país de Luisiana a Antoine Crozat. Para la década de 1720 se había formado una infraestructura gubernamental formal; los líderes de las ciudades informaron al comandante de Fort de Chartres, quien a su vez informó al gobernador general de Luisiana en Nueva Orleans.
Los límites geográficos de la Alta Luisiana nunca se definieron con precisión, pero el término llegó gradualmente a describir el país al suroeste de los Grandes Lagos. Una ordenanza real de 1722 puede haber incluido la definición más amplia: todas las tierras reclamadas por Francia al sur de los Grandes Lagos y al norte de la desembocadura del río Ohio, que incluirían el valle de Misuri y las dos orillas del Misisipi.
Una generación más tarde, los conflictos comerciales entre Canadá y Luisiana llevaron a un límite definido entre las colonias francesas; en 1745, el gobernador general de Luisiana, Vaudreuil, estableció los límites del noreste de su dominio como el valle de Wabash hasta la desembocadura del río Vermilion (cerca del actual Danville, Illinois); desde allí, desde el noroeste hasta Le Rocher en el río Illinois, y desde allí hacia el oeste hasta la desembocadura del río Rock (en la actual Rock Island, Illinois). Así, Vincennes y Peoria fueron el límite externo de Luisiana. Los puestos de avanzada en Ouiatenon (en la parte alta de Wabash, cerca de la actual Lafayette, Indiana), Chicago, Fort Miamis (cerca de la actual Fort Wayne, Indiana) y Prairie du Chien operaban como dependencias de Canadá.
Esta frontera se mantuvo vigente a través de la capitulación de las fuerzas francesas en Canadá en 1760 hasta el tratado de París en 1763, después de lo cual Francia entregó su territorio restante al este del Misisipi a Gran Bretaña. Como parte de un informe general sobre las condiciones en la recién conquistada Provincia de Canadá, el general Thomas Gage (entonces comandante en Montreal) explicó en 1762 que, aunque el límite entre Luisiana y Canadá no era exacto, se entendió que el Misisipi superior (arriba de la boca del Illinois) estaba en territorio comercial canadiense.

## Historia
Luisiana no se desarrolló mucho debido a una falta de recursos humanos y financieros. La derrota francesa en la Guerra de los Siete Años terminó con el Tratado de París que forzaba a Francia a ceder la parte oriental del territorio a los ingleses, y la parte occidental a España como compensación por la pérdida de Florida formándose la extensa Luisiana española. 
La Francia napoleónica recobró la soberanía del territorio occidental en el Tratado secreto de San Ildefonso de 1800. Sin embargo, Napoleón Bonaparte decidió vender el territorio a los Estados Unidos en 1803, terminando la presencia de Francia en Luisiana. 
Parte de esta posesión ya estadounidense fue cedida posteriormente a Inglaterra, estado hegemónico del llamado Reino Unido, en el tratado de 1818. Esta sección está situada al norte del paralelo 49°N en una porción de lo que son en la actualidad las provincias canadienses de Alberta y Saskatchewan. 

### Cronología
- 1673: el francocanadiense Louis Jolliet y el francés Jacques Marquette comienzan la exploración del río Misisipi desde el norte y determinan que debe desaguar en el golfo de México, en el sur.
- 1675: Marquette funda una misión en la Grand Village of the Illinois (North Utica).
- 1682: Cavelier de La Salle desciende el río Misisipi hasta su desembocadura.
- 1685–1688: La Salle intenta establecer una colonia en el Golfo de México para asegurar todo el valle del río para Francia. Estableció un campamento en Fort Saint Louis; pero su misión fracasó en parte porque no pudo reencontrar la boca del Misisipi.[17]
- 1686: Henri de Tonti establece el Puesto de Arkansas, un puesto comercial en el sitio de un poblado indio de los quapaw, cerca de donde el río Arkansas confluye con el Misisipi.
- 1699: se funda un asentamiento en Cahokia en el país de los ilinueses (illinois).
- 1699: Pierre Le Moyne d'Iberville reconoce la costa de Luisiana y funda Fort Maurepas (Ocean Springs abandonado en agosto de 1722)[18] y Old Biloxi (ahora en Misisipi) en el golfo de México.
- 1701: Antoine de la Mothe Cadillac, funda Detroit.
- 1702: fundación de Mobile por los hermanos franco-canadienses Pierre Le Moyne d'Iberville y Jean-Baptiste Le Moyne de Bienville. Mobile pasa a ser la primera capital de la colonia de Luisiana.[19]
- 1713: Étienne de Veniard, Sieur de Bourgmont publica el primer informe sobre las exploraciones del río Misuri.
- 1714: Louis Juchereau de St. Denis funda Natchitoches, el asentamiento permanente más antiguo en Luisiana.
- 1716: Fort Rosalie se establece en un acantilado con vistas al río Misisipi; el asentamiento se convirtió en la ciudad de Natchez.
- 1717: comienzo oficial del comercio de esclavos en Luisiana.
- 1717: el país de los ilinueses se separa de Canadá para ser regido por Luisiana (Haute-Louisiane).
- 1718: fundación de Nueva Orleans por Jean-Baptiste Le Moyne de Bienville en una media luna del río para evitar inundaciones
- 1719: los primeros barcos que traen esclavos negros de África llegan a Mobile.[19]
- 1719: Francia toma Pensacola a España. Después de un huracán y destruir la población la abandonan en 1722. Siendo recuperada por España, que construye un nuevo presidio en la Isla Santa Rosa (Florida).[20]
- 1720: Biloxi (en el futuro estado de Misisipi) se convierte en capital de la francesa Luisiana.
- 1720: los pawnees destruyen la española expedición Villasur cerca de Columbus (Nebraska), que puso fin a las incursiones españolas en el territorio hasta 1763.
- 1720: fundación de Baton Rouge por Bernard Diron Dartaguette.
- 1723: Nueva Orleans se convierte oficialmente en la capital oficial de la Luisiana francesa.
- 1723: Fort Orleans se estableció cerca de Brunswick.
- 1732: fundación de Vincennes (Indiana) por François-Marie Bissot, señor de Vincennes.
- 1755: las autoridades británicas comienzan la expulsión de los colonos franceses de  "Acadia" (en Nueva Escocia); muchos emigran a las partes meridionales de Luisiana, donde se convierten en los cajunes.
- 1762: Francia cede en secreto la Luisiana a España en el Tratado de Fontainebleau (1762). A cambio de la entrada de España en la guerra de los siete años.
- 1763: Francia pierde Canadá y la Luisiana al este del Misisipi que cede a Gran Bretaña en el Tratado de París; el resto de Luisiana, incluyendo Nueva Orleans, es cedida formalmente a España. Que entrega a los británicos la Florida.
- 1764: los términos del Tratado de Fontainebleau son revelados
- 1764: fundación de San Luis (Misuri) por Pierre Laclède y su hijastro Auguste Chouteau.
- 1766: Gobernador español Antonio de Ulloa, toma posesión del territorio el 5 de marzo.
- 1768: en la rebelión de 1768, criollos y colonos franceses obligan al nuevo gobernador español a huir el 1 de noviembre.
- 1769: España sofoca la rebelión enviando al gobernador Alejandro O'Reilly, que ejecuta a los cinco líderes principales en octubre y toma posesión oficialmente, imponiendo la ley española.
- 1770: Luis de Unzaga y Amézaga nombrado nuevo gobernador. Desarrolla una política conciliadora con los colonos y criollos franceses.
- 1778: Francia declara la guerra a Gran Bretaña, en apoyo de la guerra revolucionaria americana.
- 1779: España declara la guerra a Gran Bretaña. Toma de fort Butte, batalla de Baton Rouge.
- 1780: fundación de Chicago por Jean Baptiste Point DuSable. España ocupa Mobile a los Británicos.
- 1783: el Tratado de París termina oficialmente con las hostilidades entre los EE. UU., con sus aliados franceses y españoles, y Gran Bretaña. España recupera Florida.
- 1784: España que había permitido la navegación de los colonos estadounidenses por el río Misisipi y el uso del puerto de Nueva Orleans desde 1775, lo cierra a los comerciantes estadounidenses el 26 de junio de 1784. No volviendo a permitirles su uso hasta el 3 de agosto de 1796, una vez firmado el Tratado de San Lorenzo (1795).
- 1788: el Gran incendio de Nueva Orleans destruye la mayor parte de la ciudad, que es posteriormente reconstruida en estilo español.
- 1793: España declara la guerra a la República francesa en las guerras revolucionarias francesas.
- 1795: Francia vence a España en la guerra de los Pirineos, que termina con el Segundo Tratado de San Ildefonso.
- 1800: Francia recupera la Luisiana en 1803 en el secreto Tercer Tratado de San Ildefonso.
- 1801: el Tratado de Aranjuez confirma la retrocesión española a la Primera República Francesa.
- 1803: Napoleón Bonaparte vende Luisiana a los Estados Unidos, unas pocas semanas después de enviar un prefecto a Nueva Orleans para asumir control.
- 1803: en Nueva Orleans, España transfiere oficialmente Luisiana (Baja) a Francia el 30 de noviembre. Tres semanas más tarde, el 20 de diciembre, Francia la cede oficialmente a los Estados Unidos.
- 1804: en San Luis, entre el 9 y el 10 de marzo, Three Flags Day, España transfiere oficialmente la Alta Luisiana a Francia, que a su vez la cede oficialmente a los Estados Unidos.